# Tempel von Sangri

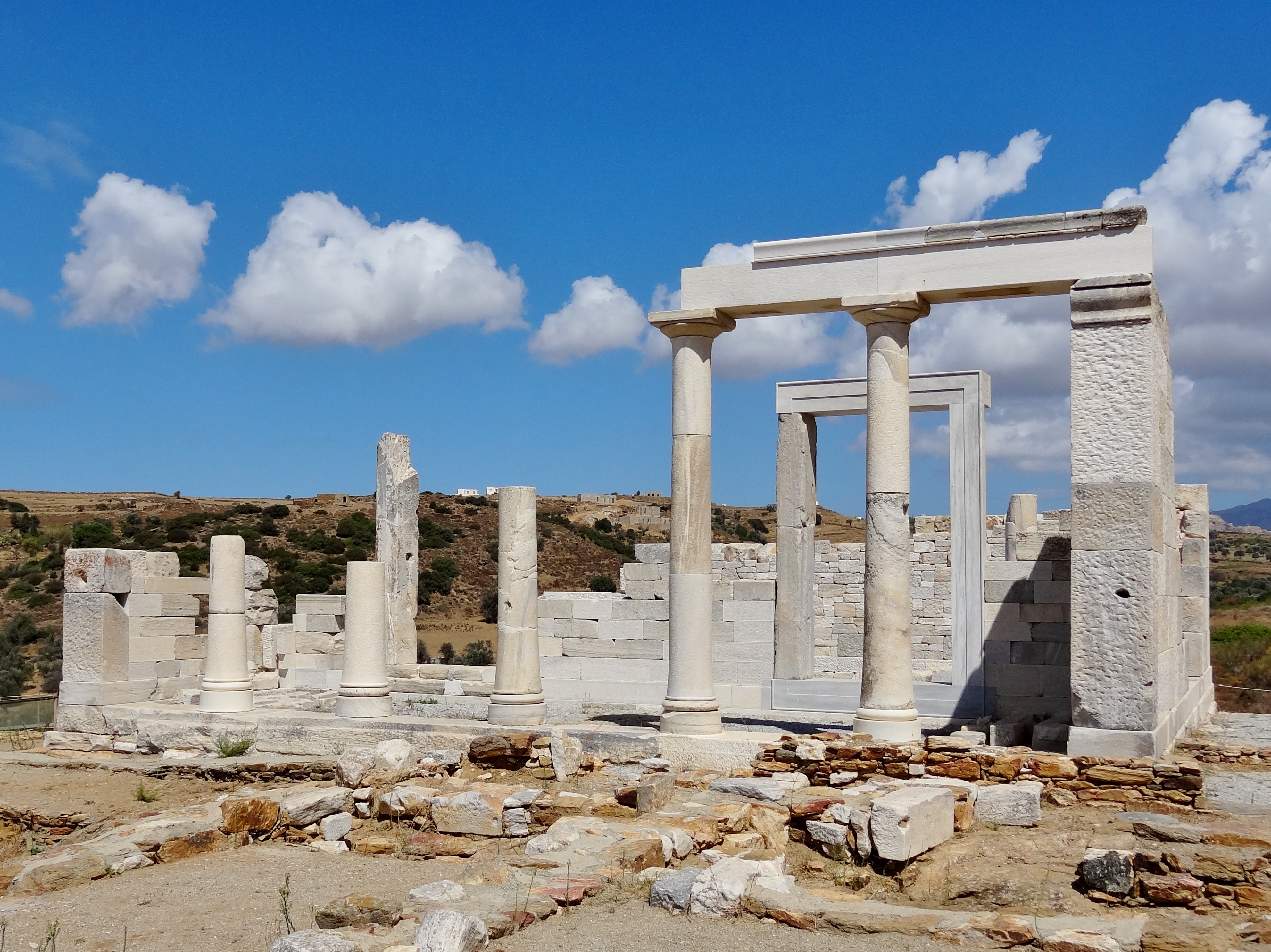
Der teilrestaurierte Tempel von Sangri

Der Tempel  von Sangri (auch Demetertempel von Sangri) ist ein spätarchaischer Tempel auf der Kykladen-Insel Naxos in der Flur Gyroulas etwa 1,5 km südlich von Ano Sangri. Der Tempel wurde um 530  v. Chr. errichtet und gehört zu den frühen ionischen Tempeln. Er wurde vollständig aus naxischem Marmor errichtet.

## Forschungsgeschichte
Nikolaos Kondoleon entdeckte den Tempel 1949. Ergraben und erforscht wurde er von 1976 bis 1985 unter Leitung von Vassilis Lambrinoudakis und Gottfried Gruben von Mitarbeitern der Universität Athen und der TU München. Anschließend fand eine teilweise Restaurierung statt und der Bau eines benachbarten kleinen Museums, das im August 2001 eröffnet wurde. Eine abschließende Publikation der Forschungen steht noch aus.

## Aufbau
Der Tempel zeigt in Vielem ungewöhnliche Züge. So ist der Grundriss mit 13,29 m × 12,73 m etwa fast quadratisch, während griechische Tempel insbesondere der Frühzeit gestreckt sind. Die Fassade liegt im Süden, statt wie üblich im Osten oder wenigstens im Westen. Der Tempel erhebt sich ohne Stufenbau, die Krepis, nur auf der Euthynterie, die zugleich den Stylobat der Säulen bildet.

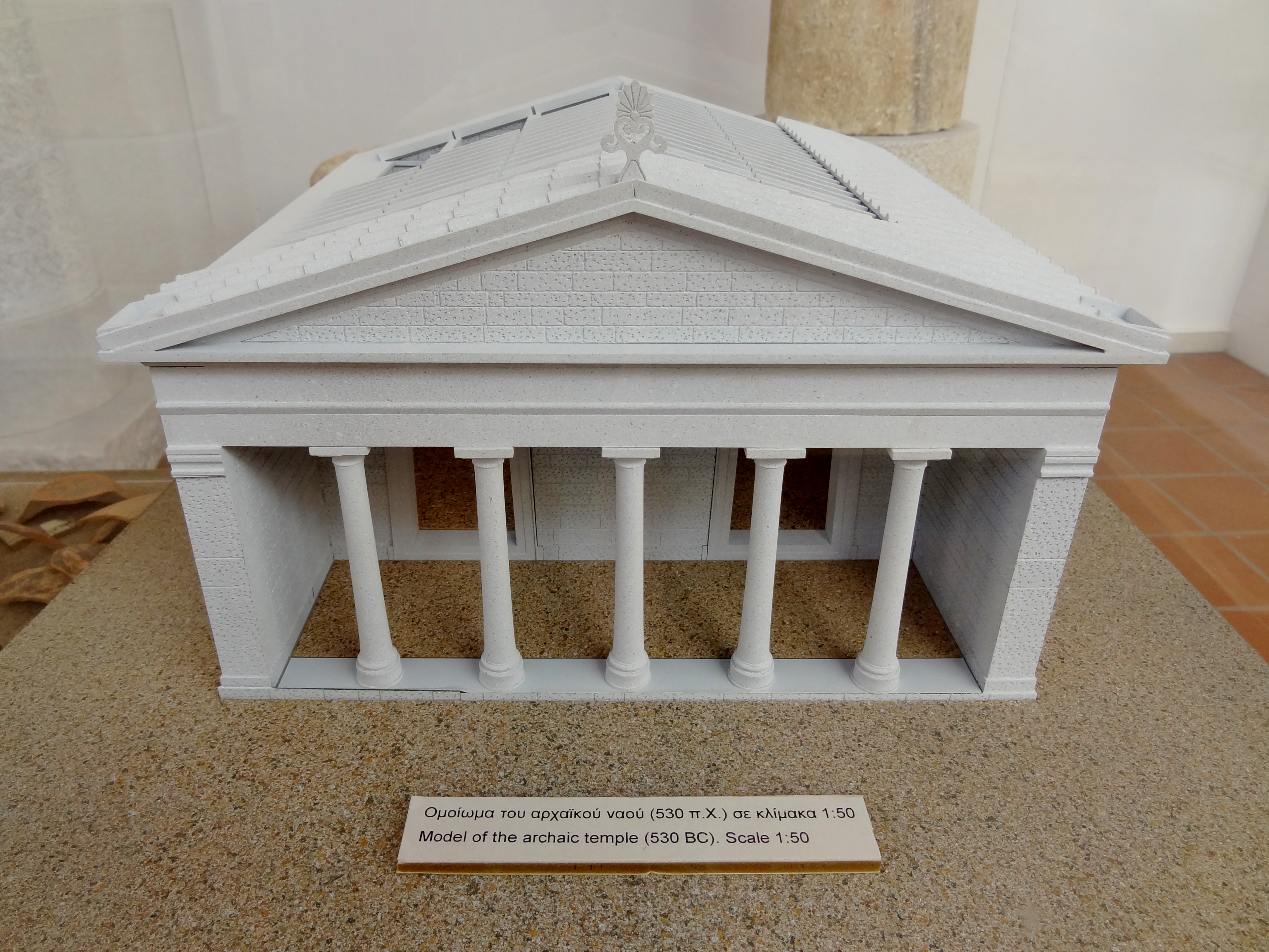
Modell des Tempels

Die Fassade wurden aus fünf Säulen zwischen Anten gebildet. Die glatten Säulenschäfte ruhten auf Basen samischer, allerdings unkannelierter Formgebung. Die Schäfte weisen ganz ungewöhnlicherweise eine leichte Einziehung mit zunehmender Säulenhöhe auf, während Säulen archaischer und klassischer Zeit in der Regel eine leichte Schwellung des Schaftes, die Entasis besitzen. Die abschließenden Blattkranzkapitelle waren nicht plastisch ausgearbeitet, das Ornament lediglich auf dem doppelt geschwungenen Echinus aufgemalt, während der folgende Abakus mit einem Band verziert war.
Auf dem glatten Architrav lagen, hinter Platten an der Fassade verborgen, die vorderen Balkenköpfe der ältesten bekannten Marmordecke der antiken Architektur, die den sich räumlich anschließenden Pronaos überspannte. Sieben fast vier Meter lange Balken bildeten die Pfetten dieser Decke. Die Balken waren allesamt um 2 cm nach oben gebogen, was sich auf alle folgenden Bauglieder der Decke übertrug und Teil der den Bau durchziehenden Kurvatur darstellt.
Zwei Türen, die mit dem zweiten und fünften Interkolumnium der Frontsäulenstellung korrespondierten, öffneten den Zugang zur Cella. Die Türrahmen waren mit von grob gearbeiteten Astragalen gesäumten Bändern verziert, die Schwellen wiesen ein aufgemaltes Kymation auf, der Türsturz war hingegen einfach glatt belassen worden.
Die Cella wurde durch fünf quer zum Raum stehende Säulen in zwei Querschiffe geteilt. Sie korrespondierten mit den Säulen der Front. Die zur Raummitte von 5,40 m bis 6,46 m an Höhe zunehmenden Innensäulen, die trotz der unterschiedlichen Dimensionen den gleichen unteren Säulendurchmesser von 50 cm aufwiesen und damit gegen jede Regel archaischer Proportionierung verstießen, waren ohne Verjüngung gearbeitet. Sie sind eigentlich als Rundpfeiler anzusprechen. Sie standen wie die Frontsäulen auf glatten samischen Basen, die allerdings keinen Torus besaßen. Sie trugen die zu Front- und Rückwand jeweils etwa 4 m langen marmornen Pfetten eines Satteldaches. Auf den Pfetten ruhten etwa 2 m lange und nur 20 cm hohe Marmorsparren, die mit marmornen Dachziegeln gedeckt waren. Durch die 2–4 cm starken Ziegel drang Tageslicht diffus in den Innenraum auch bei geschlossenen Cellatüren.

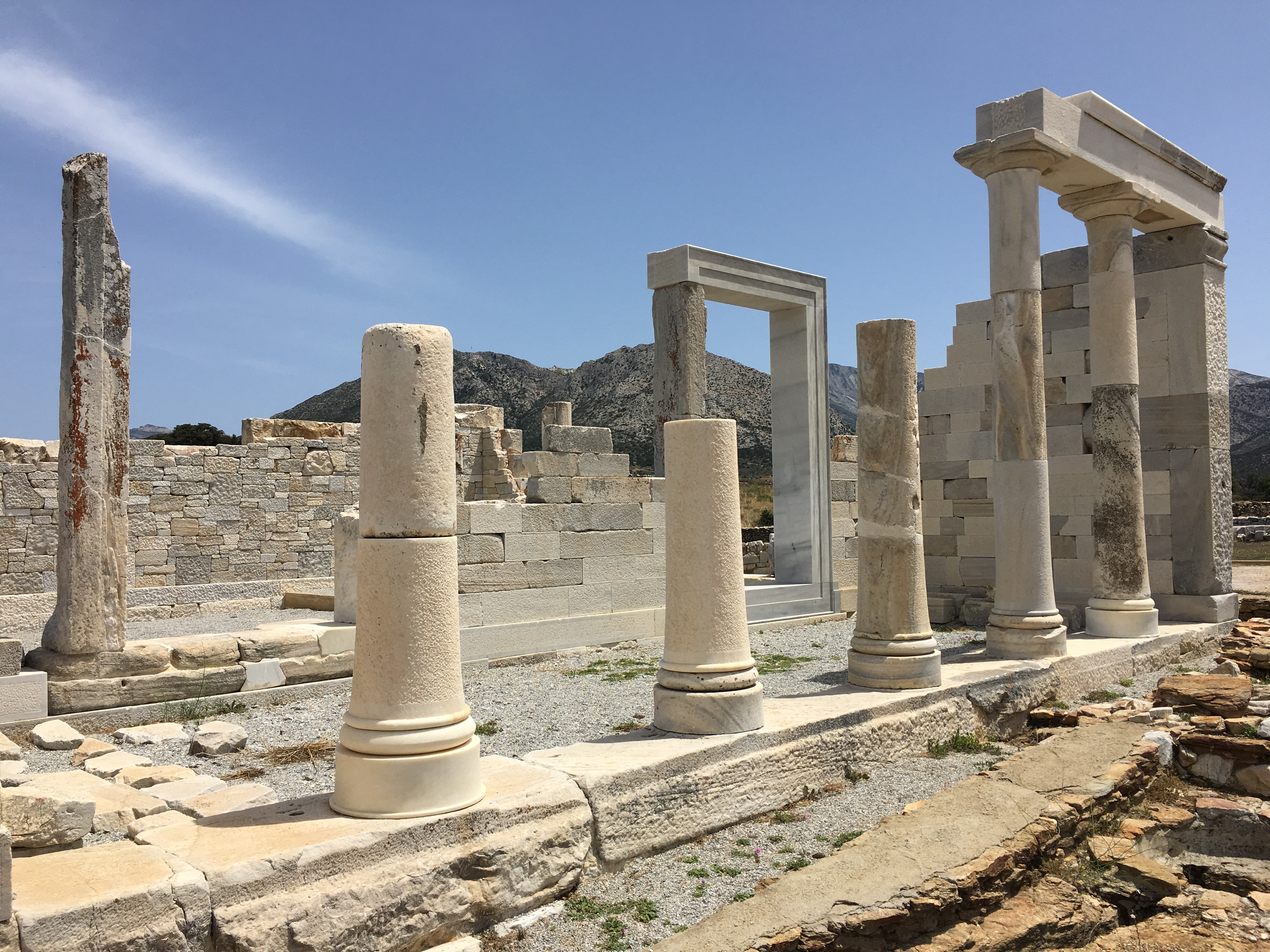
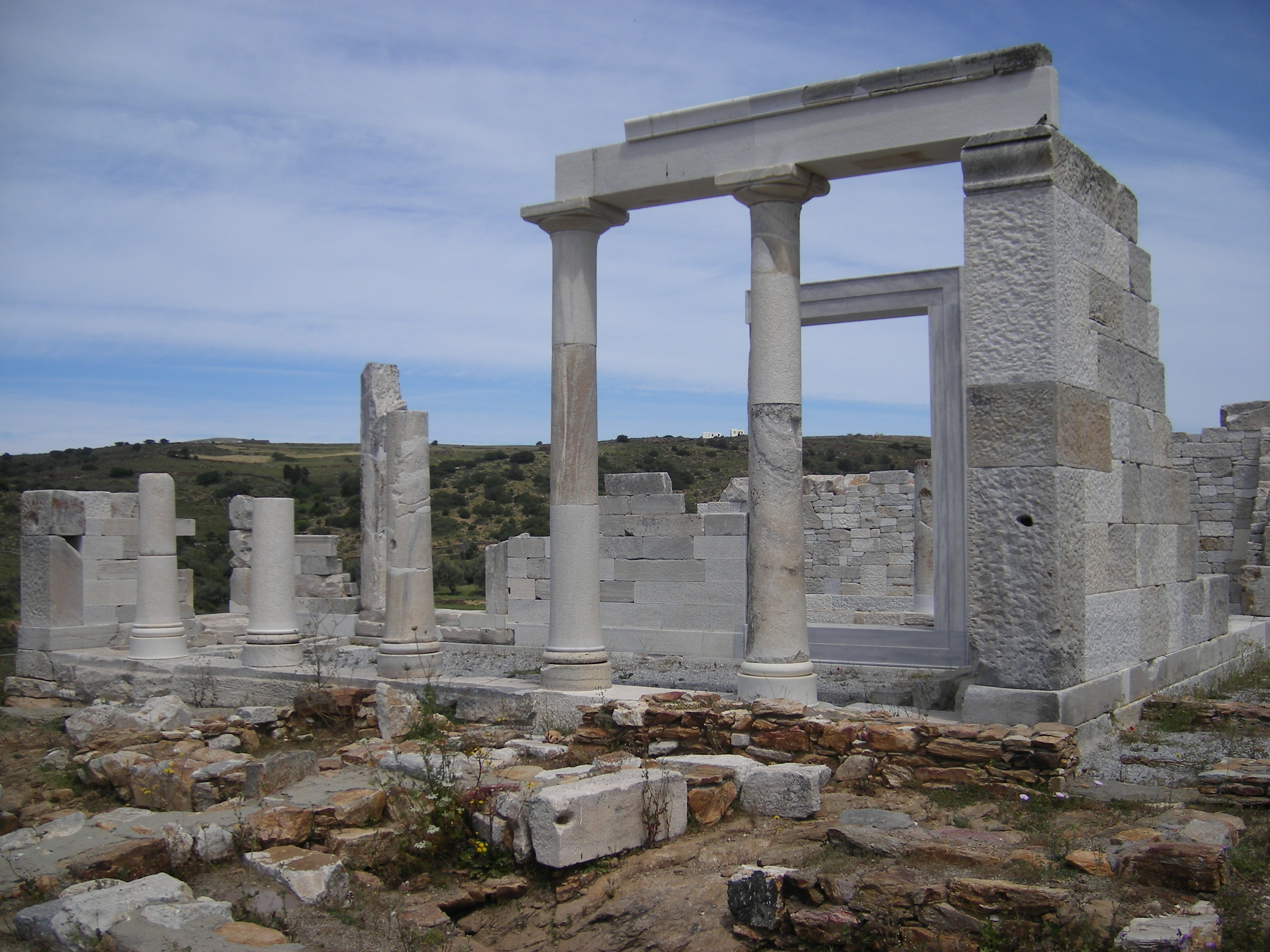
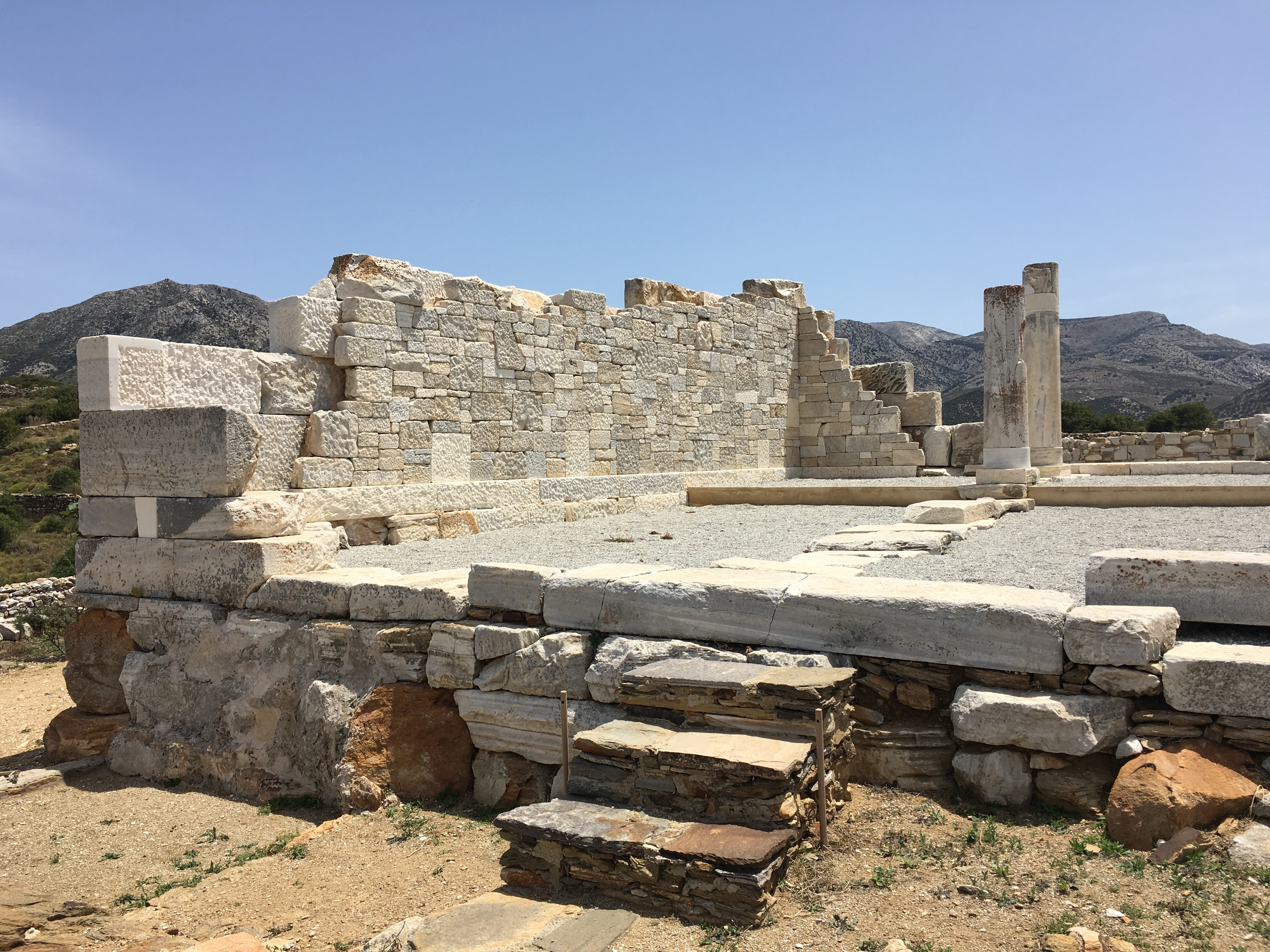
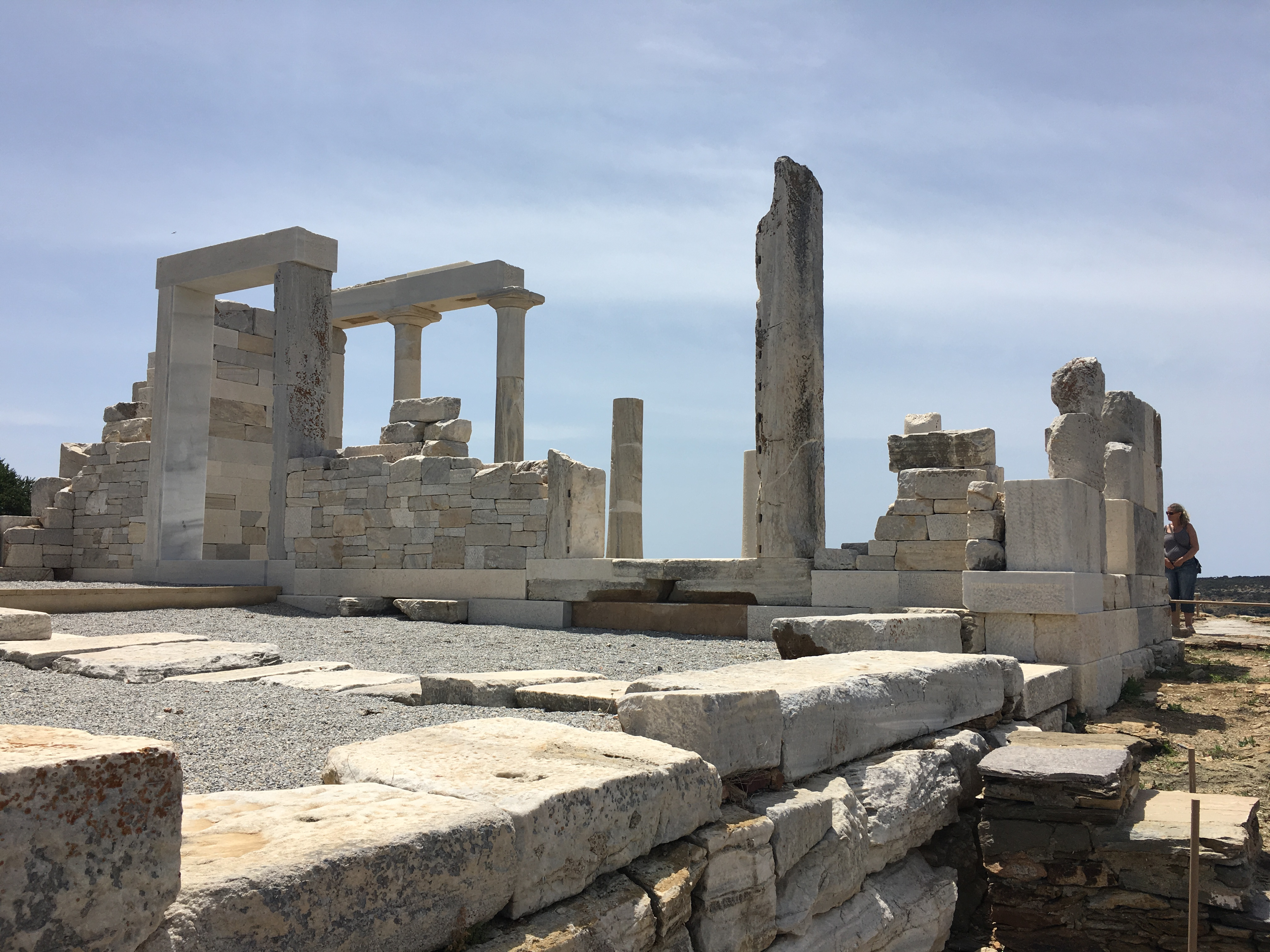

Die Cellawände selbst ruhten auf einem etwa 28 cm hohen und 70 cm breiten Toichobat und waren aus zwei Schalen aufgebaut. Während die äußere Schale aus rechteckigen Quadern bestand, war die Innenschale aus kleineren Steinen unterschiedlicher Form gearbeitet und bot einen unregelmäßigen, „rohen“ Anblick. Mit Bruchsteinen und Marmorsplittern wurden die Hohlräume zwischen den Schalen gefüllt. Die Quader der Außenschale wiesen Anathyrosis an den Stoß-, nicht aber an den glatten  Lagerfugen auf. Mit Holzdübeln verbunden wurden die Quader nur sparsam, zumeist im Bereich des Gesimses. Die Außenschale besaß eine Auswärtsneigung von ca. 3 %, was wie die Bildung der Außensäulen gängige Gestaltungsgrundlagen auf den Kopf stellt, da üblicherweise eine Inklination, eine Einwärtsneigung zu erwarten wäre. Die ganze Außenwand war verputzt und bemalt.
Beeindruckend ist, dass den ganzen Bau, der nur aus Marmorteilen errichtet wurde, vollständig eine Kurvatur durchzieht, für die jedes einzelne Bauglied individuell für seine Position gefertigt werden musste. Zugleich erleichtert diese Art der Fertigung die Rekonstruktion, da nach exakter Vermessung für eine Vielzahl der ca. 1600 erhaltenen Bauteile die ursprüngliche Lage bestimmt werden kann.

## Geschichte
Der Tempel wurde um 530 v. Chr. errichtet, in einem nach den Funden wahrscheinlich Demeter, möglicherweise mit Kore, geweihten Heiligtum. Wegen dieses Umstandes, aber auch wegen seiner ungewöhnlichen Form wird der Tempel immer wieder als Telesterion angesprochen. Doch gibt es auch Hinweise auf einen Apollonkult am Ort. Im 6. Jahrhundert n. Chr. wurde der Tempel großteils abgetragen und aus seinen Steinen an gleicher Stelle eine dreischiffige christliche Basilika errichtet.